# Anastasia (film, 1997)
Pour les articles homonymes, voir Anastasia.
Pour plus de détails, voir Fiche technique et Distribution.
Anastasia est un film d'animation américain réalisé par Don Bluth et Gary Goldman, sorti en 1997.
Le personnage principal est la grande-duchesse Anastasia Nikolaïevna de Russie, dite Anastasia, benjamine des Romanov dont le dernier monarque, le tsar Nicolas II, fut victime d'une révolution. La légendaire survie d’Anastasia, qui aurait fui l'assassinat des siens, est le ressort du drame. Dans le film, elle échappe aux bolchéviques mais tombe dans les filets de Raspoutine.

## Synopsis
Saint-Pétersbourg, 1916. La veille de la révolution qui va le briser, le tsar Nicolas II commémore le tricentenaire dynastique dans l'Empire russe. Sa mère, l'impératrice douairière Marie, se rend au palais pour rejoindre la fête. Elle appelle sa petite-fille cadette, la grande-duchesse Anastasia, et lui fait don d'une boîte à musique qui joue sa berceuse préférée, Loin du froid de décembre (ou Un beau jour de décembre au Québec). Pour consoler la fillette de 8 ans, qui l’a priée de ne pas retourner en France, la souveraine l'accompagne d'un collier qui dit Ensemble à Paris.
L'ancien mage devenu sorcier maléfique Raspoutine, que la cour avait pris pour un saint avant de comprendre qu’il avait trahi la famille impériale, et qui fut donc banni, apparaît peu après. Le tsar le bannit en vain : Raspoutine appelle la malédiction sur les Romanov et les voue à l’éternelle condamnation pour leur faire payer son bannissement. Les pouvoirs de Raspoutine lui furent donnés après qu'il vendit son âme au diable, ce qui provoqua la révolution envahissant la Russie, les nobles fuyant alors la ville mise à sac. La cadette tente de suivre son frère et ses sœurs mais remarque qu’elle n’a pas sa boîte à musique. Suivie de sa grand-mère, elles reviennent sur leurs pas. Alors qu’elles essaient de trouver la boîte, le jeune servant Dimitri les aide à s’enfuir juste au moment où arrivent les bolcheviques. Au même moment, Anastasia entend les balles et comprend que, si elle avait suivi sa famille, elle aurait été abattue.
Marie et Anastasia gagnent une cour pour échapper aux soldats. Raspoutine les y piège et se jette sur la fille quand la glace se lézarde : il se noie dans l’eau qui surgit sous ses pieds. La souveraine et la duchesse tentent alors de gagner un tramway. Marie y accède, mais sa petite-fille tombe et se heurte la tête sur les rails. Elle se perd dans la foule, et Marie s’endeuille.
Dix ans plus tard, une rumeur se répand dans la nouvelle URSS : la cadette aurait fui. Sachant que la souveraine demeurée à Paris compte payer celui qui trouve Anastasia, Dimitri et son ami Vladimir trament une ruse. Ils veulent trouver quelqu'un qui ressemble à la grande-duchesse, faire croire à Marie qu’il s’agit d’Anastasia et gagner la prime. Dimitri veut jouer la souveraine en lui montrant la boîte, qu’il a recueillie au palais. La grande-duchesse disparue a passé dix ans à l’orphelinat ; devenue amnésique à la suite du choc lors de sa fuite avec sa grand-mère, elle a oublié son passé royal, mais comme son bijou lui dit Ensemble à Paris, elle compte retrouver ses proches en France. Depuis sa perte de mémoire, elle est prénommée Anya.
Après avoir rencontré un chien qu'elle nomme Pooka en cours de route, Anya arrive à Saint-Pétersbourg, elle rencontre une vieille femme qui lui conseille d'aller voir au palais un certain Dimitri qui, d’après elle, pourra l’aider. Dans la salle de bal, de vagues souvenirs l’envahissent mais s’évaporent quand Dimitri l’apostrophe. Comme il voit chez elle une grande ressemblance avec la grande-duchesse disparue, il la convainc d’aller à Paris avec lui et Vladimir sans toutefois lui dire qu’ils veulent l’utiliser.
Bartok, une chauve-souris qui avait servi Raspoutine, les écoute et déniche le reliquaire qui pourvoyait son maître en magie et qui l'entraîne subitement vers les tréfonds terrestres, là où vit désormais Raspoutine. Celui-ci comprend que sa malédiction a failli, et qu’il est prisonnier entre la vie et la mort. Mais comme Bartok lui a rapporté son reliquaire, il va finir ce qu’il avait commencé en maudissant la grande-duchesse et envoie ses démons la tuer.
Durant le voyage à Paris, la jeune héroïne frôle la mort à plusieurs reprises : elle et les autres échappent de peu à un drame ferroviaire, puis Raspoutine l'ensorcelle en utilisant son frère et ses sœurs pour qu’elle saute dans la mer, tentative meurtrière que Dimitri contrarie. Ses échecs dépitent le mage à tel point qu’il part pour Paris pour tuer Anya en personne.
C'est au même moment que Marie et sa cousine Sophie questionnent une jeune femme qui déclare à tort qu’elle est Anastasia. Toutes les jeunes femmes qui sont venues voir Marie ont menti sur leur identité, si bien que la souveraine se lasse de ces ruses et fait cesser les rencontres.
Dimitri et Vladimir transmettent à Anya un grand savoir de la vie de la grande-duchesse pour qu'elle convainque Sophie et puisse voir Marie. Durant l’entretien avec Sophie, Anya répond correctement à une question imprévue, l’évasion des souverains pendant le soir de la révolution, dont Dimitri se souvient toujours, et dont le dernier réalise qu’elle est bel et bien Anastasia. Elle est reçue à l’épreuve et informée du refus de Marie, mais Sophie ajoute que la souveraine ira voir un ballet russe et leur conseille de l’y rejoindre.
Le ballet achevé, Dimitri veut convaincre Marie de recevoir Anya, mais la souveraine s'y oppose, toujours agacée par les impostrices. Elle est au courant de ses efforts pour dépister une femme qui ressemble à sa petite-fille pour la récompense. Celle-ci les écoute et, de colère, quitte Dimitri.
Le jeune homme enlève Marie et lui montre la boîte pour tenter de la convaincre une nouvelle fois. Elle accepte d'aller voir Anya malgré sa méfiance, mais quand la jeune femme ouvre la boîte pour chanter la berceuse, elle comprend qu’elle a trouvé la fille perdue. La mémoire de l’orpheline se débloque lorsqu’elle voit les photos de famille de Marie.
La souveraine s'engage à payer Dimitri, mais l’escroc décline. Marie, qui reconnaît le garçon qui l’a sauvée des bolcheviques, comprend que le salut de la duchesse vaut plus que n’importe quelle prime aux yeux du jeune homme.
Quelque temps après, la grande-duchesse cherche Pooka dans les parcs palatiaux. Elle est surprise par Raspoutine, qu'elle ne reconnaît que lorsqu’il mentionne le passé. Une bataille se déchaîne, et l’héroïne est quasi perdue quand Dimitri la sauve au péril de sa propre vie. Mais Pooka parvient à arracher le reliquaire magique des mains de Raspoutine, qui est ensuite détruit par Anya. La destruction du reliquaire détruit le mage à son tour.
Dimitri et la duchesse se réconcilient et décident de vivre ensemble. Elle écrit à Marie pour lui dire qu'elles se reverront. « C’est un parfait commencement », constate la souveraine. Bartok, quant à lui, finit par trouver l’amour de sa vie, lui aussi.

## Personnages

### Personnage principal
Anastasia, héroïne de l'histoire. Fille de 8 ans du tsar Nicolas II, elle perd la mémoire le soir de la révolution Russe en fuyant avec sa grand-mère. Orpheline, elle décide, 10 ans plus tard, de partir à la recherche de ses origines.

### Personnages secondaires
- Dimitri, jeune russe qui organise une ruse afin d'obtenir la récompense proposée par la grand-mère de la grande-duchesse en trouvant une actrice pour faire le rôle de la princesse. Il a aussi aidé à la fuite de Anastasia et de Marie en ouvrant une porte caché dans un mur de la chambre de la jeune fille.
- Vladimir, associé de Dimitri. Ayant comme surnom Vlad.
- Marie, grand-mère d'Anastasia.
- Sophie, cousine germaine de Marie, parisienne.
- Pooka, le petit chien qu'Anastasia a adopté en cours de route, au début du film.
- Raspoutine, ancien mage devenu sorcier maléfique qui a jeté une malédiction sur les Romanov pour l'avoir banni par trahison. Il poursuit Anastasia et essaie de la tuer pour arriver à ses fins.
- Bartok, la chauve-souris de Raspoutine.
- Nicolas II, son père, tsar de Russie.
- Alexandra, sa mère, impératrice de toutes les Russies.
- Son frère Alexis ainsi que Olga, Tatiana et Maria, ses sœurs.

À Paris apparaît Joséphine Baker et sa ceinture de bananes promenant une panthère, Claude Monet en train de peindre et Auguste Rodin.

## Fiche technique
- Titre : Anastasia
- Réalisation : Don Bluth et Gary Goldman
- Scénario : Arthur Laurents, Susan Gauthier, Bruce Graham, Bob Tzudiker et Noni White, d'après la pièce de théâtre Anastasia de Marcelle Maurette
- Chansons : Lynn Ahrens et Stephen Flaherty
- Musique : David Newman
- Production : Gary Goldman
- Société de distribution : 20th Century Fox (États-Unis) ; UGC Fox Distribution (France)
- Budget : 50 000 000 $
- Box office :

 États-Unis : 58 406 347 $
 Monde : 139 804 348 $
- Classification : film conseillé à partir de 7 ans[1] sur le site de référence du cinéma pour enfant, le Club Hopikid.

- Langue : anglais
- Genre : Animation, historique, aventure, drame et film musical
- Durée : 94 minutes
- Dates de sortie[2] :
  - États-Unis : 21 novembre 1997
  - France : 4 février 1998
- Rapport de forme : 2.35 : 1

## Distribution

### Voix originales
- Meg Ryan : Anastasia
- Liz Callaway : Anastasia (chant)
- Kirsten Dunst : Jeune Anastasia
- Lacey Chabert : Jeune Anastasia (chant)
- John Cusack : Dimitri
- Jonathan Dokuchitz : Dimitri (chant)
- Glenn Walker Harris Jr. : Jeune Dimitri
- Christopher Lloyd : Raspoutine
- Jim Cummings : Raspoutine (chant)
- Kelsey Grammer : Vladimir
- Hank Azaria : Bartok
- Angela Lansbury : Impératrice douairière Marie
- Rick Jones : le Tsar Nicolas II
- Bernadette Peters : Sophie

### Voix françaises
- Céline Monsarrat : Anastasia
- Katia Markosy : Anastasia (chant)
- Kelly Marot : Jeune Anastasia
- Emmanuel Curtil : Dimitri
- Donald Reignoux : Jeune Dimitri
- Richard Darbois : Raspoutine/Vladimir (chant)
- Jean-Michel Farcy : Vladimir
- Patrick Guillemin : Bartok
- Michel Papineschi : Nicolas II[3]
- Lucie Dolène : Impératrice douairière Marie
- Barbara Tissier : Sophie[4]
- Brigitte Virtudes : Sophie (chant)
- Marie Vincent : Tuberkuloff
- Rémy Kirch : serviteur
- Pierre Baton : vendeur de billet, voyageur, majordome
- Tamila Mesbah : vieille femme à la gare
- Emmanuel Garijo : actrice d'Anastasia
- Clara Borras : fausse Anastasia

### Voix québécoises
- Lisette Dufour : Anastasia
- Catherine Léveillé : Anastasia (chant)
- Gilbert Lachance : Dimitri
- Daniel Picard : Dimitri (chant)
- Ronald France : Vladimir
- Benoît Rousseau : Vladimir (chant)
- Pierre Auger : Raspoutine
- Aline Pinsonneault : Jeune Anastasia
- Hugolin Chevrette : Jeune Dimitri
- Mario Desmarais : Bartok et Raspoutine (Chant)
- Élise Bertrand : Sophie
- Élizabeth Lesieur : Impératrice douairière Marie
- Vincent Davy : Nicolas II
- Anne Bédard : Camarade Fleminekov

## Bande originale

### Pistes de la bande originale du film
La bande originale du film sort en octobre 1997 en cassette audio et en CD.
La version française de la bande originale n'ayant été éditée qu'une seule fois (lors de sa sortie initiale), ladite VF est considérée comme "rare" et n'est disponible qu'en cd d'occasion ou provenant de stocks non écoulés. 

### Chansons du film
- Loin du froid de décembre ou Un beau jour de décembre au Québec (Once upon a December) : Jeune Anastasia et Marie
- La Rumeur de Saint-Pétersbourg ou Les rues de Saint-Pétersbourg au Québec (A Rumor in St Petersburg) : Dimitri, Vladimir et les chœurs
- Voyage dans le temps ou Revivre son passé au Québec (Journey to the Past) : Anastasia
- Loin du froid de décembre ou Un beau jour de décembre au Québec (Once upon a December) : Anastasia
- Au plus noir de la nuit ou En plein cœur de la nuit au Québec (In the Dark of the Night) : Raspoutine et les chœurs
- L'apprentissage (Learn to Do It) : Anastasia, Dimitri et Vladimir
- L'apprentissage (Learn to Do It) (Reprise): Vladimir
- Paris, tu nous ouvres ton cœur ou Paris a la clé de vos cœurs au Québec (Paris Holds the Key [to Your Heart]) : Sophie, Dimitri et les chœurs
- Loin du froid de décembre ou Un beau jour de décembre (Once upon a December) (reprise) au Québec : Anastasia et Marie
- C'est le début (At the Beginning): Anggun et Gildas Arzel
- Voyage dans le temps (Version pop) : Native
- Loin du froid de décembre (Version pop) : Hélène Ségara

## Film dérivé
Un film dérivé, Bartok le magnifique, est réalisé par Don Bluth et Gary Goldman en 1999. Il sort directement en vidéo.

## Autour du film

### La légende
Le film s'appuie sur la théorie de la survie d’Anastasia, née à cause de la négligence des bolcheviques qui auraient perdu son corps. Il emprunte aussi au mythe des talents occultes de Raspoutine, qui avait prédit la chute de l’Empire et la mort des Romanov peu après la sienne, ce que le film interprète comme une malédiction. Il aurait ainsi prédit à la tsarine Alexandra Feodorovna :

« Je mourrai dans des souffrances atroces. Après ma mort, mon corps n'aura point de repos. Puis tu perdras ta couronne. Toi et ton fils vous serez massacrés ainsi que toute la famille. Après, le déluge terrible passera sur la Russie. Et elle tombera entre les mains du Diable. »

D'après le site Allociné, « le personnage de Dimitri est inspiré d'un prince européen ayant confirmé qu’Anna Anderson était la véritable Anastasia. Celui-ci n’avait pourtant rencontré Anastasia Romanov qu’une seule fois, lorsqu’elle était enfant. Sa parole n'a donc pas été considérée comme crédible. Les créateurs du long-métrage animé se sont toutefois inspirés de celui-ci pour créer le personnage du jeune Dimitri ».

### Allusion àAnastasia(1956)
Le compositeur musical du film est le fils d'Alfred Newman, qui a mis en musique le film Anastasia d’Anatole Litvak, également des studios de la Fox, avec Ingrid Bergman dans le rôle-titre. Vers la fin du dessin-animé, après avoir trouvé Marie, l’héroïne porte une garde-robe semblable à celle de Bergman dans le film d’antan.

### Allusion à l'Histoire
Le combat final a lieu sur un pont qui ressemble au pont Alexandre-III, emblème de l'amitié franco-russe. Alexandre III était le grand-père d’Anastasia et l’époux de Marie. La destruction de ce pont peut être vue comme suit : ses origines retrouvées, la princesse s’en éloigne pour rebâtir sa vie.
« Plusieurs éléments historiques se trouvent dans le long-métrage animé de Don Bluth et Gary Goldman. Ainsi, le dessin que l'Impératrice Marie regarde lorsqu’elle pense à sa petite fille est un dessin que la véritable Anastasia avait fait pour son père l’empereur Nicolas II, en 1914. La reproduction du portrait de la famille d’Anastasia dans la salle de bal inclut un cocker ; le chien appartenait à Alexei, le frère d’Anastasia, et a été retrouvé vivant après le massacre de la famille Romanov. À la fin du film, la robe que porte Anastasia est la réplique d’une robe lui ayant véritablement appartenu »

### Allusions à l'art parisien
Alors qu'on chante Paris, tu nous ouvres ton cœur, la totalité des scènes est enrobée dans un tableau : après l’évocation des Folies Bergère par Joséphine Baker portant autour de la taille une ceinture de bananes et promenant un léopard, on voit un peintre faire tournoyer son tableau pour le montrer au spectateur. C’est Claude Monet ; on le reconnaît à sa grande barbe blanche et à sa blouse de travail. Le spectateur entre alors dans le tableau en prenant place près du Moulin-Rouge. Le décor est peint, immobile et ponctué de coups de pinceau reconnaissables de Georges Seurat. Les personnages sont bien animés par-dessus le décor.
À l'intérieur du Moulin-Rouge, les spectateurs au second plan sont à nouveau figés et peints.
Plus tard, très brièvement mais à remarquer, on voit Auguste Rodin (reconnaissable à sa barbe blanche allongée) qui sculpte son Penseur. Le modèle du Penseur est par hasard Dimitri, qui s'afflige de voir la duchesse dans les bras d’un danseur. Quand les personnages gagnent le faîte de la tour Eiffel, on retrouve le décor du tableau d’autant plus visible quand la Lune surgit derrière Dimitri.
Parmi les autres figures historiques : Gertrude Stein, Jean Patou, Charles Lindbergh, Maurice Chevalier, Isadora Duncan et Sigmund Freud. Apparaît également au début de la chanson le célèbre magasin de vêtements et cosmétiques Chanel fondé par Coco Chanel.
Toutes ces caractéristiques proviennent de la culture parisienne des années folles en France.

### Allusion àBlanche-Neige et les Sept Nains(1937)
Dans le film de Walt Disney, on peut voir dans l'une des scènes la méchante reine descendre des escaliers en colimaçon, avec des corbeaux comme témoin de la scène. On peut remarquer un hommage au film pendant la chanson Au plus noir de la nuit : Raspoutine descend lui aussi un escalier en colimaçon mais les corbeaux ont été remplacés par des insectes.

### La comédie musicale
En 2017, le film a été adapté en comédie musicale par Lynn Ahrens et Stephen Flaherty, sur un livret de Terrence McNally. Le spectacle a débuté ses représentations le 12 mai 2016 à Broadway sous le nom Anastasia.